# Pozorište Hauard
Pozorište Hauard (енгл. Howard Theater) je istorijsko pozorište u ulici T strit br. 620 (енгл. 620 T Street) u Nortvestu u Vašingtonu, okrug Kolumbija. Otvoreno je 1910. godine a 1974. dodato je na spisak nacionalnih spomenika Sjedinjenih Američkih Država.
U vrhuncu svoje popularnosti, pozorište je bilo poznato po svojim afroameričkim gostima i bilo je domaćin mnogobrojnih negroidnih muzičara u prvoj polovini XX veka. Pozorište Hauard bilo je prepoznatljivo kao „Narodno pozoršte“ i podržavalo je dve pozorišne organizacije: Lafayette Players i Howard University Players. Septembara 2010. godine, započete su obilne rekonstrukcije kako bi se pozorištu vratio stari sjaj. Pozorište je ponovo otvoreno 9. aprila 2012. godine sa bogatim repertoarom.

## Istorija
Izgrađeno 1910. godine, pozorište je osnovala Nacionalna zabavna kompanija kojom su upravljali belci. Kada je izgrađeno, imalo je kapacitet preko 1200 mesta. Pozorište je dizajnirano prema planovima Dž. Edvarda Storka. Imalo je deo za orkestar, balkonska sedišta i osam proscenijumskih loža sa raskošnim enterijerom. Ništa manje ekstravagantan bio je i eksterijer koji je kombinovao italijansku renesansu, neoklasični stil i modernu.
Prvi direktor pozorišta bio je Endrev Tomas. Početkom 1922. godine upravljanje je preuzeo glumac, producent i preduzetnik Šarmen Dudlej a četiri godine kasnije, 1926, pozorište preuzima Ebi Lihtman, vlasnik lanca bioskopa koje su posećivali Afroamerikanci. S početkom velike depresije, zgrada je privremeno pretvorena u crkvu.  Godine 1931, zgrada je povratila svoju prvobitnu funkciju. Pijanista i kompozitor Edvard Elington nastupao je sa svojim bendom Hovard, pomažući pozorištu a učvrsti svoju reputaciju. Novi upravnik pozorišta, Šep Alen pokrenuo je takmičenje amatera a među prvim učesnicima bili su Ela Džejn Ficdžerald i Bili Ekstain koji su kasnije postali jedni od najvećih imena američkog džeza.
Pozorište Hauard izgubilo je svoj prepoznatljiv eksterijer, kada je 1941. godine fasada preuređena u modernom stilu. Tokm Drugog svetskog rata u pozorištu su se organizovali balovi kojima su prisustvovali Frenkli Delano Ruzvelt i njegova supruga Elenor Ruzvelt. Na tim balovima su, između ostalih, nastupali i Deni Kej, dvojac Abot i Kostelio i Romero Sizar. Tokom četrdesetih godina prošlog veka, u ovom pozorištu, svoju karijeru započela je i Perli Beilej, američka glumica i pevačica, poznata po svojoj ulozi u mjuziklu Hello, Dolly Za koju je osvojila nagradu Toni. 
Tokom 1950-ih i 1960-ih godina, pozorište Hauard postalo je prepoznatljivo po rokenrolu i bluzu. Tih godina organizovani su mnogobrojni događaji posvećeni ovim žanrovima. Među izvođačima bili su The Supremes, Stivi Vonder, Lionel Hampton, Lena Norne, Džejms Braun i Dina Vašington.
Neredi iz 1968. godine, koji su usledili nakon ubistva Martina Lutera Kinga Mlađeg, naneli su veliku štetu pozorištu. Neredi, zajedno sa desegregacijom, doprineli poteškoćama u privlačenju publike. Zbog problema sa kojima se susrelo, dve godine kasnije pozorište je zatvoreno. Godine 1973, pokrenuta je Fondacija Hauard s ciljem da se prikupe sredstva za ponovno otvaranje pozorišta. U narednih nekoliko godina organizovani su brojni događaji Redd Foxx and Melba Moore were among the acts featured at the theater's reopening.  Later in the decade, go-go bands played the venu s ciljem da se oživi rad pozorišta ali je ono 1980. godine ponovo napušteno. U to vreme bilo je najstarije mesto sa negroidnih umetnicima u čitavoj Americi. Vlasti Vašingtona otkupili su zgradu pozorišta za 100.000 američkih dolara. Godine 2002, pozorište Hauard se našlo na spisku najugroženijih lokaliteta u Vašingtonu. 

## Ponovno otvaranje
Godine 2006. pozorište je vraćeno u privatno vlasništvo kad je kompanija Elis development (енгл. Ellis Develompment) izabrana za renoviranje i adaptaciju zgrade. Vlada je izdvojila dvadeset miliona dolara javnih sredstava za obnovu zgrade. Gradske vlasti izdvojili su dodatni novac za pomoć pri otvaranju pozorišta. Nekoliko godina kasnije urađena je još jedna adaptacija. Pozorište je ponovo počelo sa radim 9, aprila 2012. godine.

## Spoljašnje veze
- Zvanični sajt
- Sajt obnove
- „Howard Theatre”. Cinema Treasures.